# دورا ريد غودال
دورا ريد غودال (بالإنجليزية: Dora Read Goodale)‏ (29 أكتوبر 1866، مونت واشينغتون في الولايات المتحدة - 12 ديسمبر 1953، مقاطعة فيرفاكس في الولايات المتحدة)؛ كاتِبة وشاعرة أمريكية.